# Bioscoop Flora
Bioscoop Flora is een gemeentelijk monument aan de Laanstraat in Baarn in de provincie Utrecht.
Het pand werd in 1930 gebouwd voor Geert Visser die al diverse gelijknamige bioscopen had opgezet in onder andere Leeuwarden en Hilversum. De symmetrische gevel heeft op de eerste etage twee middenvensters met aan weerszijden twee schoorstenen. In 2013 is een drogisterij gevestigd aan de kant van de Laanstraat, aan de achterzijde van het pand bij de parkeerplaats is een slijterij. De complete benedenverdieping is daarmee winkelpand, de bovenverdieping is nog steeds herkenbaar als bioscoop. De staande strekken rond om het uithangbord en tussen de drielichtvensters zijn details die kenmerkend zijn voor de Amsterdamse School.
De inpandige deur met portiek naar de bioscoop was in het midden, ingeklemd tussen twee winkels. De bioscoop viel dus nauwelijks op in het straatbeeld. De zaal had de rangen stalles, parket, loge en een groot balkon. De voorgevel was aan de kant van de Laanstraat. In de twee etalages hingen filmfoto's en -posters, gewijd aan diverse hoofdfilms. In een overdekte nis hingen de foto's van de zondagmiddagfilms. Als het filmdoek werd weggehaald kon muziekvereniging Concordia het toneelpodium gebruiken. Ook landelijk bekende cabaretiers gebruikten het toneel voor hun voorstellingen.

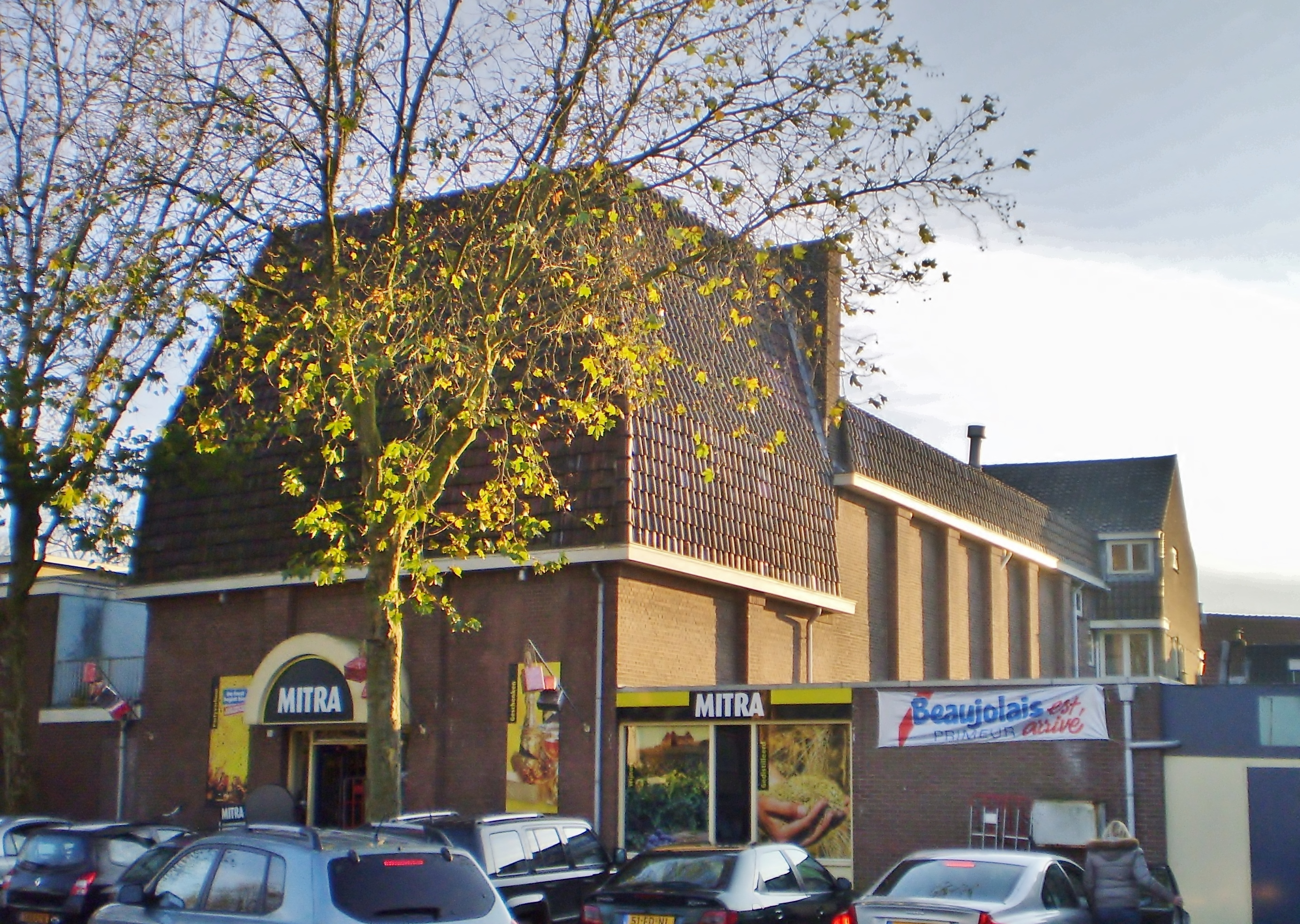
Achterzijde vanaf het Laanplein

Boven de winkels was de woning van eigenaar Visser. Achter de toegangsdeur was een hal met kassa's en de trap die leidde naar de bioscoopzaal. Flora had in Baarn concurrentie van de Roxy-bioscoop (hotel de la Promenade) aan de Amalialaan. Ook werden in meerdere hotels films gedraaid. De koninklijke loge werd wel gebruikt door de koninklijke familie van Paleis Soestdijk. De prinsesjes kwamen er op zondagmiddag met prins Bernhard, tot er op het paleis een eigen filmzaal kwam.
Om meer filmbezoekers te trekken werd in 1970 nog een nieuwe scherminstallatie geplaatst en werd een foyer bijgebouwd. Het mocht niet baten. In december 1972 kwam na 42 jaar het einde van Flora. Het pand werd betrokken door supermarkt Profi-Markt en nadien de drogisterijketens Kruidvat en Trekpleister.

## Restauratie
De voorgevel werd eind 2013 gerestaureerd, waarbij ook het bord Bioscoop Flora terugkeerde aan de gevel. In 2014 werd de binnenzijde asbestvrij gemaakt in afwachting van een nieuwe bestemming. Het hoekje waar koningin Juliana zat is in 2014 nog aanwezig.